# Vombatiformes
Vombatiformes (лат.) — подотряд отряда двурезцовые сумчатые. Vombatiformes являются самым древним ответвлением двурезцовых, их характерным признаком является укороченный хвост и сумка, открывающаяся назад. Включают два современных и несколько вымерших семейств. К Vombatiformes относится дипротодон — крупнейшее из когда-либо существовавших известных науке сумчатых.

## Классификация
- † Семейство Maradidae
  - † Род Marada[2]
- Семейство Thylacoleonidae — Сумчатые львы
  - † Род Microleo
  - † Род Wakaleo
  - † Род Thylacoleo — Сумчатые львы
- Семейство Phascolarctidae — Коаловые (один современный вид)[3]
  - † Род Perikoala
  - † Род Madakoala
  - † Род Koobor
  - † Род Litokoala
  - † Род Nimiokoala
  - Род Phascolarctos — Коалы
- Семейство Vombatidae — Вомбатовые (три современных вида)
  - † Род Rhizophascolomus
  - Род Vombatus — Короткошёрстные вомбаты
  - † Род Phascolonus
  - † Род Warendja
  - † Род Ramasayia
  - Род Lasiorhinus — Длинношёрстные вомбаты
- † Семейство Ilariidae
  - † Род Kuterintja
  - † Род Ilaria
- † Семейство Palorchestidae
  - † Род Palorchestes
  - † Род Propalorchestes
  - † Род Ngapakaldia
  - † Род Pitikantia
- † Надсемейство Diprotodontoidea
  - † Род Alkwertatherium
  - † Семейство Zygomaturidae
    - † Род Silvabestius
    - † Род Neohelos
    - † Род Raemeotherium
    - † Род Plaisiodon
    - † Род Zygomaturus
    - † Род Kolopsis
    - † Род Kolopsoides
    - † Род Hulitherium
    - † Род Maokopia

  - † Семейство Diprotodontidae
    - † Род Bematherium
    - † Род Pyramios
    - † Род Nototherium
    - † Род Meniscolophus
    - † Род Euryzygoma
    - † Род Diprotodon
    - † Род Euowenia
    - † Род Stenomerus

## Некоторые представители

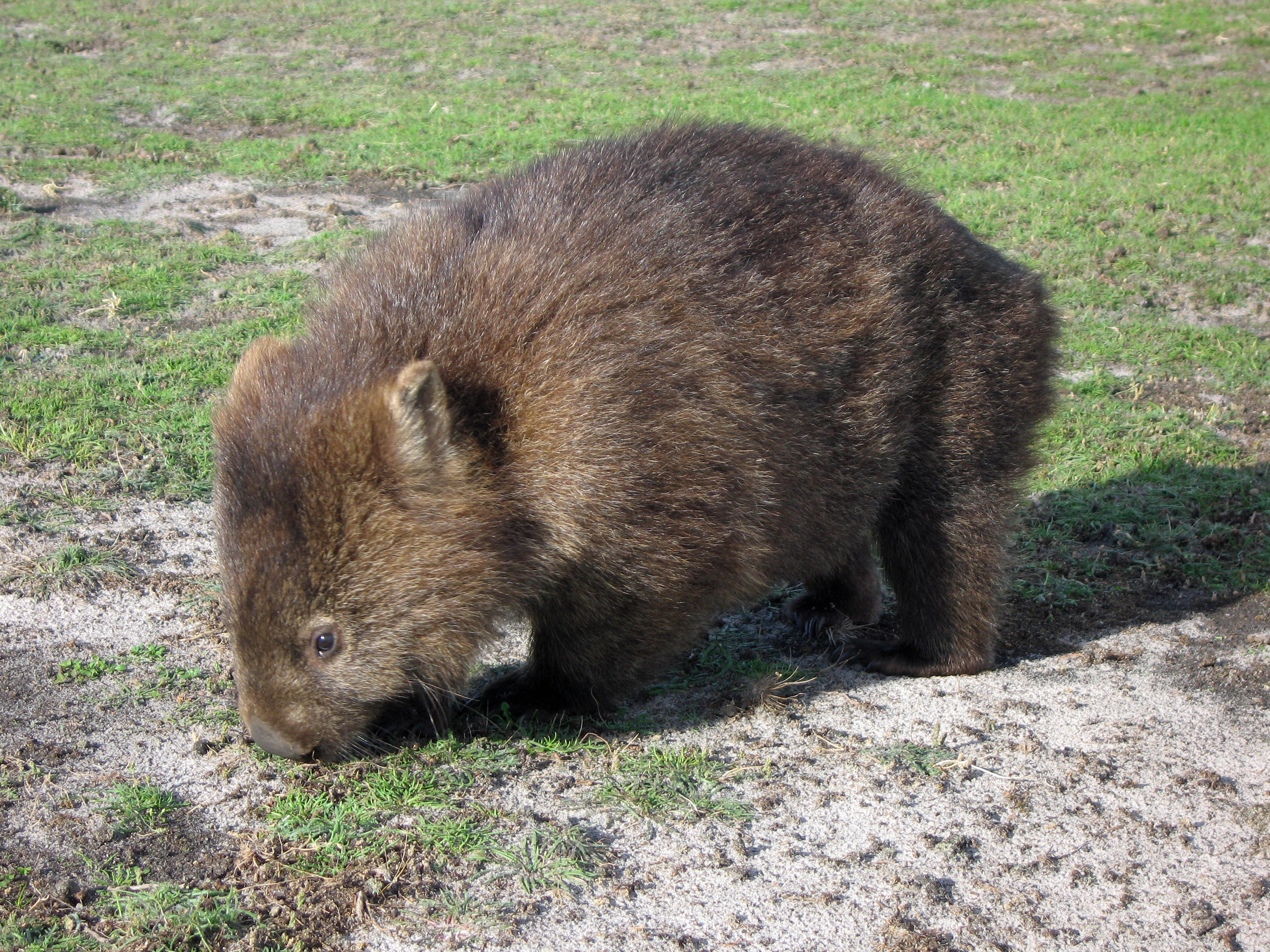
Короткошёрстный вомбат
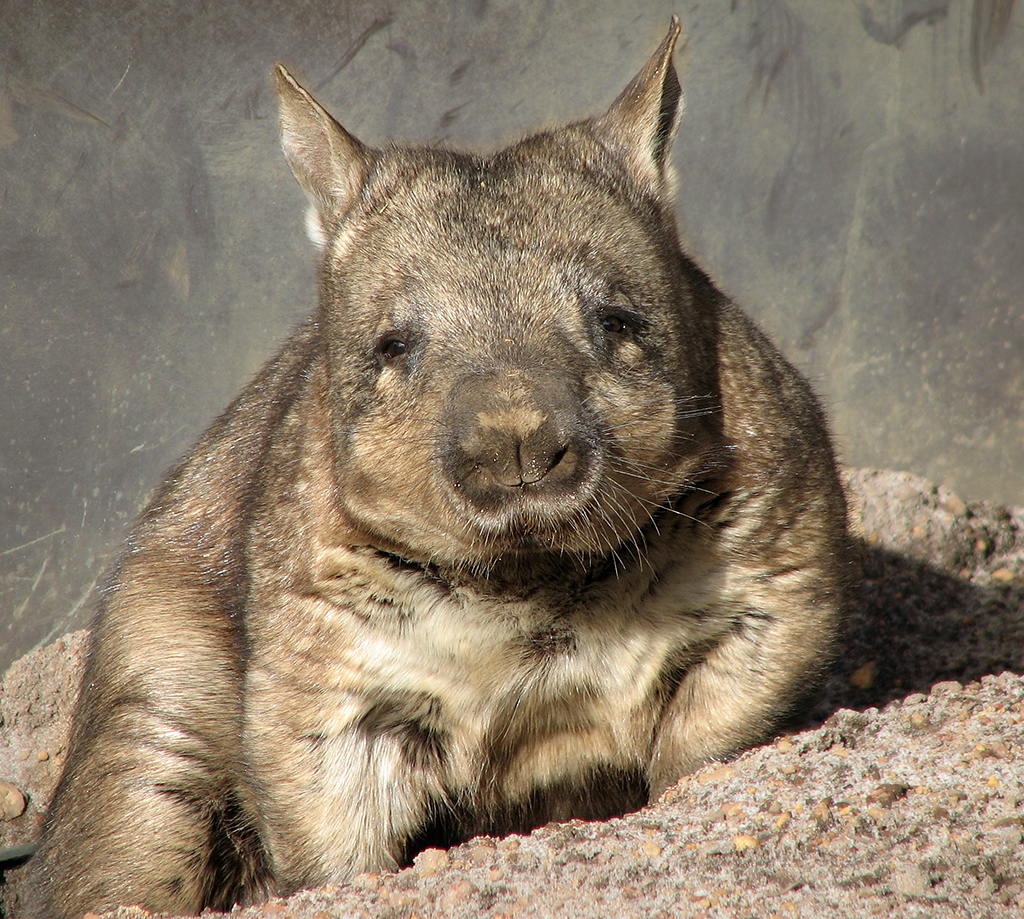
Длинношёрстный вомбат (Lasiorhinus latifrons)
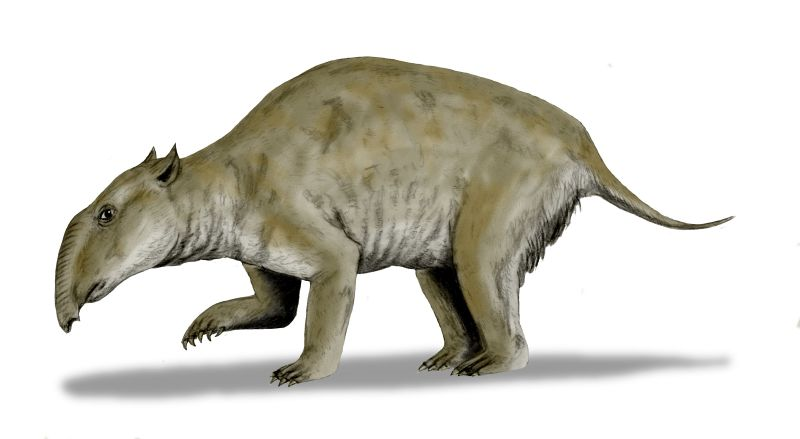
Палорхест (реконструкция)
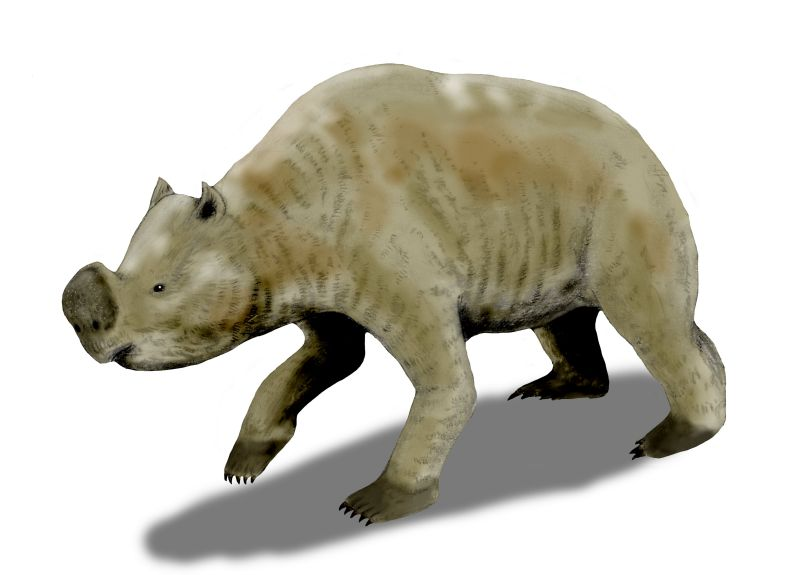
Zygomaturus trilobus (реконструкция)
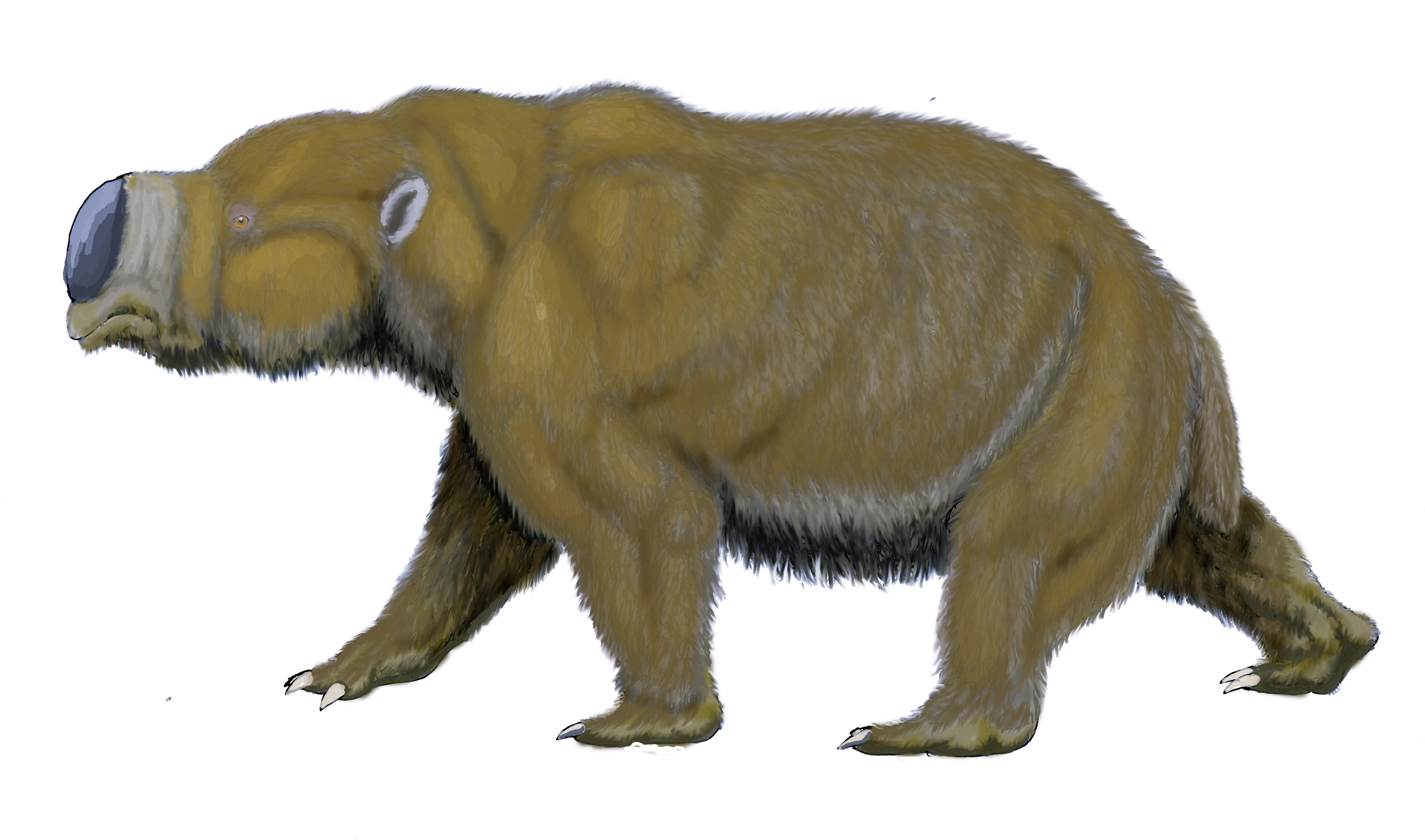
Diprotodon optatum (реконструкция)
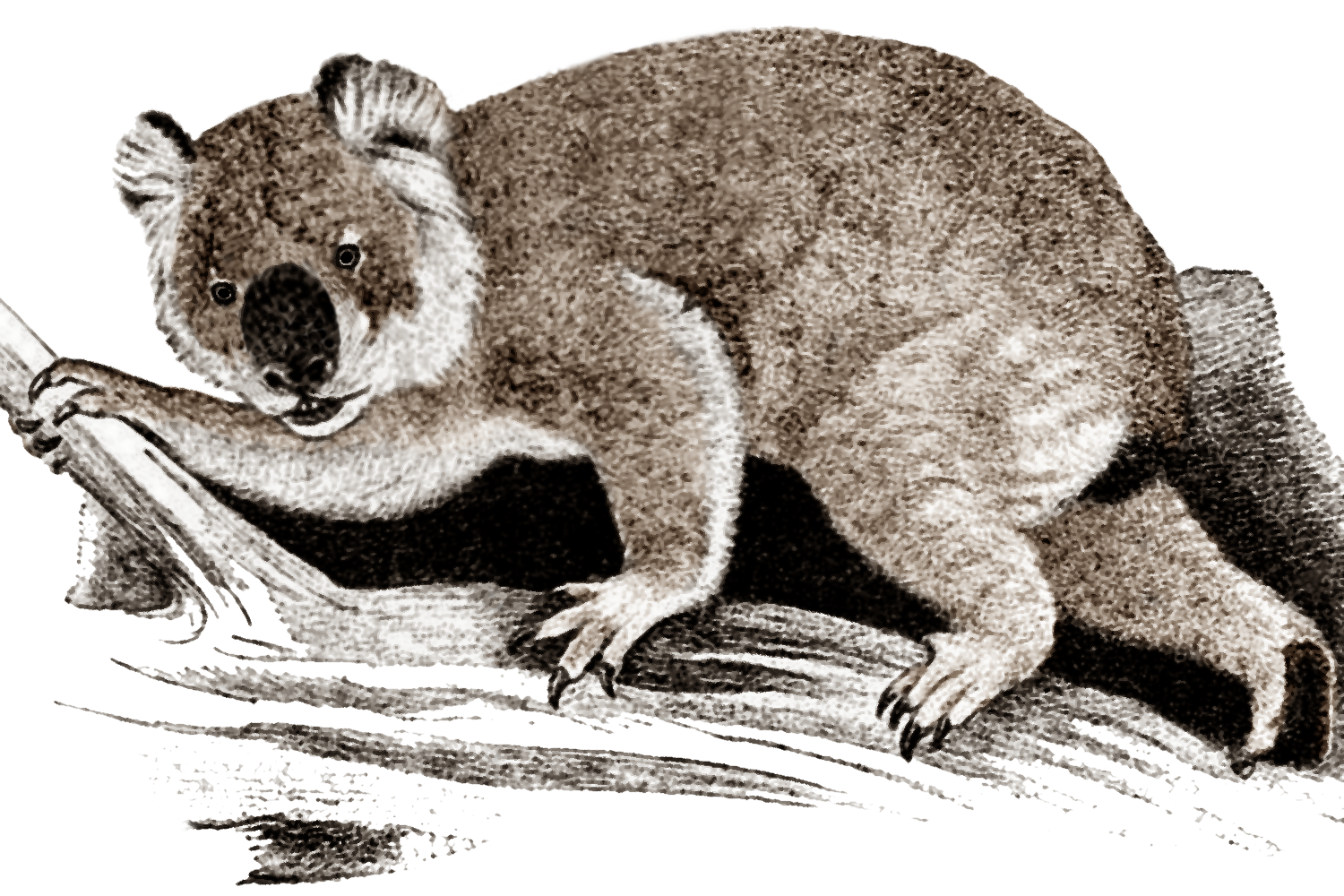
Phascolarctos stirtoni (реконструкция)
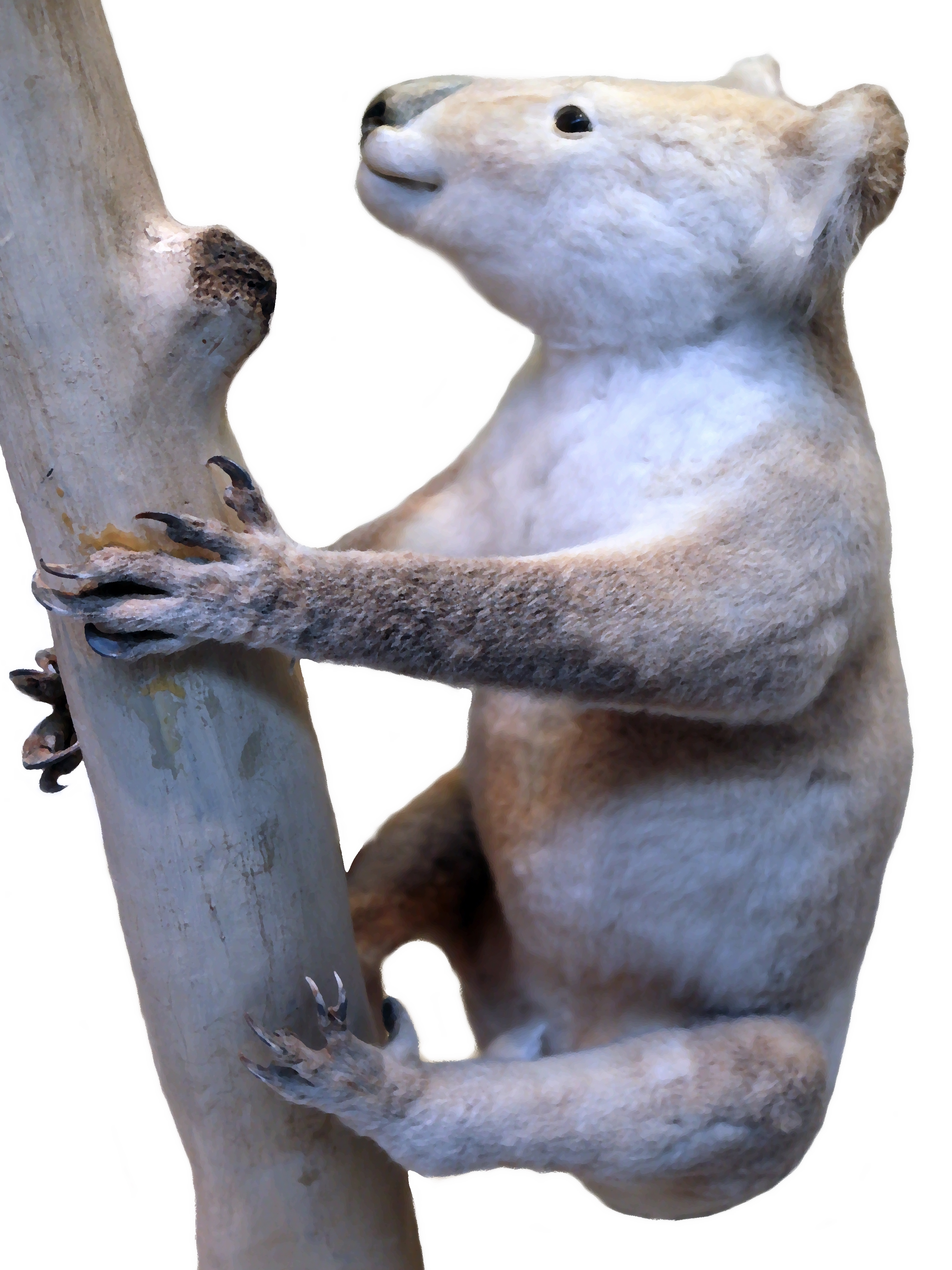
Nimiokoala greystanesi (реконструкция)
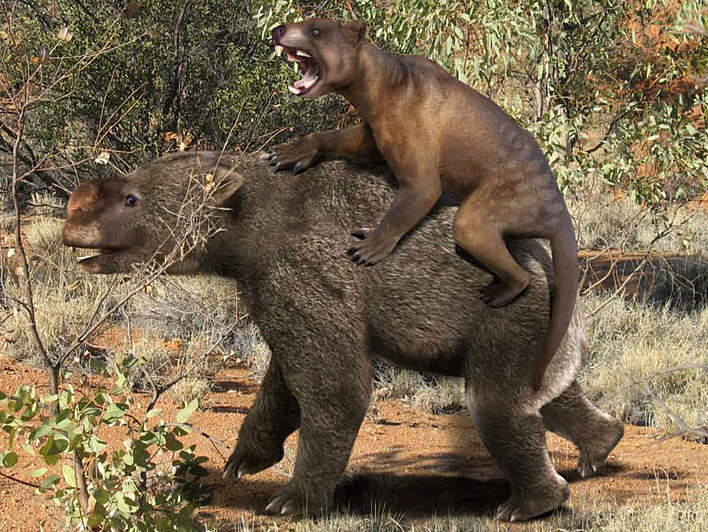
Нападение сумчатого льва на дипротодона. Реконструкция
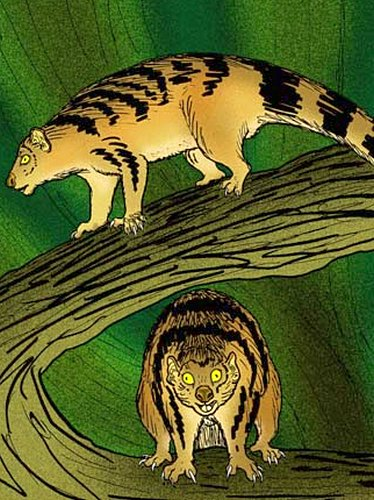
Microleo attenboroughi (реконструкция)
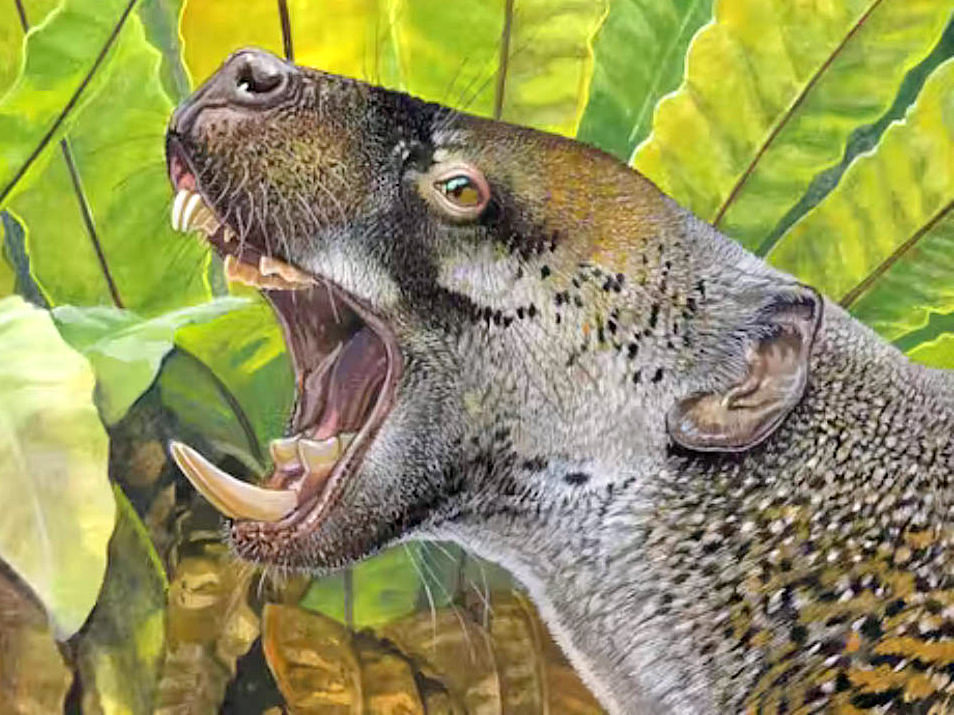
Wakaleo oldfieldi (реконструкция)